# Томас (округ, Небраска)
Округ Томас (англ. Thomas County) — округ, расположенный в штате Небраска (США) с населением в 729 человек по статистическим данным переписи 2000 года. Столица округа находится в деревне Тедфорд.

## История
Округ Томас был образован в 1887 году и получил своё название в честь генерала Джорджа Генри Томаса.

## География
По данным Бюро переписи населения США округ Томас имеет общую площадь в 1849 квадратных километров, из которых 1847 кв. километров занимает земля и 2 кв. километра — вода. Площадь водных ресурсов округа составляет 0,11 % от всей его площади.

### Соседние округа
- Черри — север
- Блейн — восток
- Хукер — запад
- Мак-Ферсон — юго-запад
- Логан — юг

### Национальные природные заповедники
- Национальный парк Небраски — часть

## Демография
По данным переписи населения 2000 года в округе Томас проживало 729 человек, 216 семей, насчитывалось 325 домашних хозяйств и 446 жилых домов. Средняя плотность населения составляла 0,39 человека на один квадратный километр. Расовый состав округа по данным переписи распределился следующим образом: 99,45 % белых, 0,27 % коренных американцев, 0,27 % смешанных рас и 0,29 % — других народностей. Испано- и латиноамериканцы составили 0,82 % от всех жителей округа.
Из 325 домашних хозяйств в 26,80 % — воспитывали детей в возрасте до 18 лет, 60,60 % представляли собой совместно проживающие супружеские пары, в 4,30 % семей женщины проживали без мужей, 33,50 % не имели семей. 31,40 % от общего числа семей на момент переписи жили самостоятельно, при этом 16,60 % составили одинокие пожилые люди в возрасте 65 лет и старше. Средний размер домашнего хозяйства составил 2,24 человек, а средний размер семьи — 2,84 человек.
Население округа по возрастному диапазону по данным переписи 2000 года распределилось следующим образом: 23,60 % — жители младше 18 лет, 4,40 % — между 18 и 24 годами, 23,90 % — от 25 до 44 лет, 27,80 % — от 45 до 64 лет и 20,30 % — в возрасте 65 лет и старше. Средний возраст жителей округа составил 44 года. На каждые 100 женщин в округе приходилось 99,70 мужчин, при этом на каждых сто женщин 18 лет и старше приходилось 90,80 мужчин также старше 18 лет.
Средний доход на одно домашнее хозяйство в округе составил 27 292 долларов США, а средний доход на одну семью в округе — 36 618 долларов. При этом мужчины имели средний доход в 25 662 доллара США в год против 20 577 долларов США среднегодового дохода у женщин. Доход на душу населения в округе составил 15 335 долларов США в год. 13,60 % от всего числа семей в округе и 14,30 % от всей численности населения находилось на момент переписи населения за чертой бедности, при этом 21,30 % из них были моложе 18 лет и 17,30 % — в возрасте 65 лет и старше.

## Основные автодороги
- US-83
- Автомагистраль 2

## Населённые пункты

### Деревни
- Халси (частично)
- Сенека
- Тедфорд